# Сальдо Володимир Васильович
Володимир Васильович Сальдо (нар. 12 червня 1956, Жовтневе, Миколаївська область, Українська РСР, СРСР) — український та російський політик, проросійський колаборант. Депутат Херсонської міської ради (2015—2022), міський голова Херсона (2015—2022), народний депутат України (2012—2014). Під час перебування у Верховній Раді України був головою парламентського комітету з питань будівництва, містобудування і житлово-комунального господарства та регіональної політики.
Після окупації Херсона в ході російського вторгнення в Україну призначений головою окупаційної адміністрації міста. У червні 2022 року отримав російське громадянство від окупаційної влади Херсона.
З 2001 по 2012 рік був членом Партії регіонів, з 2014 по 2019 — партії «Наш край». З 2019 по 2022 очолював власну партію Блок Володимира Сальдо, а після колаборації з РФ вступив до Єдиної Росії.

## Життєпис
Народився 12 червня 1956 року у селищі Жовтневе, що на Миколаївщині, провів дитинство у Кривому Розі, жив у будинку на вулиці 23 лютого.

## Освіта
1978 — Криворізький гірничорудний інститут, факультет промислового та цивільного будівництва

## Трудова діяльність
1981–1986 — працював у Монголії у складі групи військових радників.
1986 — майстер, лінійний інженер, а згодом — головний інженер будівельно-монтажного управління по будівництву об'єктів соцкультпобуту і житла у тресті «Херсонбуд».
1991 — начальник будівельно-монтажного управління № 3.
1998 — депутат Херсонської міської ради від виборчого округу № 22. У тому ж році став членом-кореспондентом Академії будівництва України.
2001 — заступник голови Херсонської облдержадміністрації з питань житлово-комунальної сфери, міського господарства, будівництва, інвестицій.
2002 — обраний херсонським міським головою. На той момент він був членом місцевої ГО «Наше місто — наш дім», одним із співзасновників якої він виступав.
2001 рік — 22 липня 2004 року — керівник херсонського обласного осередку «Партії регіонів». З 22 липня 2004 року був заступником керівника обласного осередку «Партії регіонів» Володимира Ходаковського та головою міського відділення політсили.
На парламентських виборах 2012 р. — кандидат у депутати ВРУ від Партії регіонів за одномандатним мажоритарним в.о. № 182, переміг із 37,90 % голосів.
Грудень 2012 — листопад 2014 — Народний депутат України VII скликання, заступник голови Комітету ВРУ з питань будівництва, містобудування, житлово-комунального господарства та регіональної політики). 16 січня 2014 року був одним із народних депутатів, що голосували за диктаторські закони.
27 лютого 2014 — жовтень 2014 — входив до депутатської групи «Економічний розвиток», очільником якої був Анатолій Кінах.
2014 — голова правління Херсонської міської громадської асоціації будівельників та інвесторів «Стройінвестсоюз».
2014 — висувався вдруге до українського парламенту по виборчому округу № 182, посівши третє місце, пропустивши вперед кандидатів від БПП Олександра Співаковського та Батьківщини Юрія Одарченка.
2015 — кандидат на пост мера Херсона від партії «Наш край», першому турі посів 2-е місце (16,88 % голосів), далі зняв кандидатуру.
З листопада 2015 року — депутат VII складу Херсонської міської ради, голова фракції «Наш край».
2019 — балотувався втретє у народні депутати України по виборчому округу № 182 від партії «ОПЗЖ», але поступився представнику партії «Слуга народу» Павлу Павлішу.

## Колабораціонізм
Вважав, що проведення телемосту «Київ — Херсон» 18 вересня 2004 року, в якому брав участь кандидат у президенти України Віктор Ющенко, недоречно проводити у День міста, святкування якого припадало на цей день
28 листопада 2004 року взяв участь у сепаратистському з'їзді у Сєвєродонецьку, де зустрічався зі своїми колегами з Одеси, Миколаєва та Кропивницького.
У березні 2014 року як народний депутат України допомагав росіянам у анексії Криму, таким чином виявивши свою проросійську позицію у публічний простір.
Після широкомасштабного вторгнення Росії до України, Сальдо 2 березня 2022 року офіційно погодився бути окупаційним гауляйтером Херсонщини.
Вже у цьому статусі, 13 березня 2022 року він брав участь у російському мітингу в Херсоні.
Після участі Сальдо у проросійському мітингу голова фракції Херсонської обласної ради «Блок Володимира Сальдо» Валерій Литвин надіслав листа першому заступнику голови обласної ради Юрію Соболевському. У листі йшлося, що депутати не погоджуються з діями Сальдо, і продовжать діяльність в обласній раді у складі групи «Підтримка програм Президента України».
Після ліквідації українськими партизанами у Херсоні особистого водія та помічника Павла Слободчикова 20 березня 2022 року Сальдо остаточно увійшов до складу окупаційної влади у регіоні. Зокрема, брав участь у засіданні колабораціоністського урядового органу «Комітету порятунку» в Херсоні.
17 березня 2022 року Офіс Генпрокурора України відкрив провадження щодо державної зради, пов'язаної зі створенням псевдооргану «влади» на Херсонщині. Зокрема, підозрюють Сальда.
26 квітня 2022 року призначений головою російської окупаційної адміністрації Херсона.
14 червня 2022 року 8-й апеляційний адміністративний суд затвердив заборону діяльності партії «Блок Володимира Сальдо» в Україні. У червні 2022 року отримав російське громадянство від тимчасової окупаційної адміністрації Херсона.
З 5 серпня 2022 року через погіршення здоров'я його відвезли в Крим і ввели в медикаментозну кому. 6 серпня 2022 року його доставили до Москви та поклали до реанімації токсикологічного відділення інституту імені М. Скліфосовського. 12 вересня 2022 року Сальдо опублікував відео з поясненням своєї відсутності: він перебував під наглядом «серйозних лікарів»; також повідомив, що працює над бюджетом.
19 вересня 2022 року стало відомо про його повернення до Херсону. Брав участь у псевдореферендумі «за приєднання до складу РФ».
На початку листопада 2022 року Сальдо з Кирилом Стремоусовим та Сергієм Аксьоновим виступали проти відступу російських окупаційних військ з Херсона.
18 листопада 2022 року зі слів власника зоопарку «Тайган» Олега Зубкова стало відомо, що Сальдо був ініціатором вивезення тварин з херсонського зоопарку до тимчасово окупованого росіянами Криму.
9 травня 2023 записав звернення українською мовою до українських воїнів, сказавши, що «ми більшою частиною рідні люди, а не вороги» та закликав згадати, що «наші батьки та діди однакові». Цю заяву висміяли у соцмережах. Люди відреагували на цю ситуацію двозначно.
8 листопада 2023 року суд Одеси заочно засудив Сальдо до 15 років ув'язнення з конфіскацією майна. Його визнали винним у злочинах за статтями: ч. 2 ст. 111, ч. 5 ст. 111-1, ККУ (державна зрада в умовах воєнного стану, колабораційна діяльність); ч. 1 ст. 436-2 ККУ (виправдовування збройної агресії рф проти України, глорифікація її учасників)
.

## Санкції
3 червня 2022 року Сальдо внесено до санкційного списку країн Євросоюзу «за підтримку російської агресії проти України та створення органу зі співробітництва з російською окупаційною владою в Херсонській області, через що він „підтримував і просував політику, що підриває територіальну цілісність, суверенітет і незалежність України“».
2 серпня 2022 року Сальдо потрапив під санкції США.
Перебуває під санкціями Великої Британії, Канади, Швейцарії, Австралії, Японії, України та Нової Зеландії..

## Власність
9 травня 2023 року Вищий антикорупційний суд конфіскував у Сальдо компанії та нерухомість. До списку власності ввішли:.
- ПАТ «Каштан» (Житомирський район), підприємство займається видобутком декоративного та будівельного каменю, вапняку, гіпсу, крейди та глинистого сланцю.
- 30 % транспортної компанії «Дельта Сервіс»,
- готель та триповерхову будівлю в Херсоні,
- будинок площею 226 м² в Херсоні,
- квартири в Херсоні та Одесі,
- апартаменти площею понад 300 м² в Ялті,
- квартиру і два паркомісця в Ореанді,
- кілька земельних ділянок та автомобіль Volvo XC90.

У листопаді ВАКС дозволив конфіскувати активи Сальдо, зокрема кошти, що зберігалися на його особистих рахунках, а також активи, якими Сальдо опосередковано володів через доньку Ірину.

## Сім'я
- Дружина — Любов Павлівна Сальдо.
- Донька — Ірина Володимирівна Сальдо (колишні прізвища — Ольшанська та Сінькова)[29].